# Казијак
Казијак (фр. Cazillac) насеље је и општина у јужној Француској у региону Миди Пирене, у департману Лот која припада префектури Гурдон.
По подацима из 2011. године у општини је живело 433 становника, а густина насељености је износила 22,77 становника/km². Општина се простире на површини од 19,02 km². Налази се на средњој надморској висини од 136 метара (максималној 313 m, а минималној 126 m).

## Демографија
| 1962. | 1968. | 1975. | 1982. | 1990. | 1999. | 2011. |
| ----- | ----- | ----- | ----- | ----- | ----- | ----- |
| 273   | 335   | 310   | 333   | 326   | 345   | 433   |

График промене броја становника у току последњих година